# Onthophagus basakata
Onthophagus basakata là một loài bọ cánh cứng trong họ Bọ hung (Scarabaeidae).